# أولريش والتر
أولريش والتر (بالألمانية: Ulrich Hans Walter)‏ (و. 1954 – م) هو رائد فضاء، ومذيع، وفيزيائي، وكاتب غير روائي، وأستاذ جامعي من ألمانيا . ولد في ايزلون.
وهو عضو في الأكاديمية الألمانية للعلوم ليوبولدينا .

## ريادة الفضاء
شارك في المهمات الفضائية:
- STS-55.

## جوائز
حصل على جوائز منها:
- وسام الجدارة من الدرجة الأولى صنف الاستحقاق من جمهورية ألمانيا الاتحادية.